# Johan y Pirluit
Johan y Pirluit (en el francés original: "Johan et Pirlouit"; en español, dependiendo de las diversas ediciones: "Jano y Pirluit", "Johan y Pirluit", "Juan y Pirulí" o "Juan y Guillermo") es una serie de historietas de fantasía medieval creada en 1946 por el historietista belga Peyo (Pierre Culliford) y publicada, sucesivamente, por las secciones infantiles de los periódicos La Dernière Heure y Le Soir, y más tarde en el semanario Spirou de la Editorial Dupuis. Tras la muerte del autor, los cuatro últimos episodios de la saga fueron publicados por Ediciones Le Lombard, directamente en formato álbum.

## Trayectoria editorial

### Inicios
Fascinado desde su infancia por el mundo medieval, Peyo creó a su primer personaje, el paje Johan, en 1946. En un primer momento era rubio, con bucles en la melena, y protagonizaba dos pequeños chistes mudos de sólo cuatro viñetas cada uno y de un humor muy sencillo. En la tercera aventura, en la que ya se utilizaban bocadillos para los diálogos, apareció por primera vez el personaje de El Rey, que en esos primeros tiempos se llamaba "Señor de Hauvon". Después, Johan protagonizó sus dos primeras aventuras de "continuará", en las que se narraba cómo el joven paje salvaba al castillo de ser invadido por las tropas enemigas y liberaba a la hija del Señor de Hauvon, la princesa Isabelle. Las características más destacadas de Johan, el joven héroe, eran el valor, la fidelidad a su señor, la honestidad y la astucia, lo que le convertía en el exponente perfecto de los valores tradicionales.
En 1949, Johan apareció en el periódico Le Soir, aún rubio pero ya sin los bucles en la melena. El primero de sus relatos volvía a narrar la liberación de la princesa, esta vez con el título Johan, le petit page. El segundo relato retomaba el tema del complot nocturno para conquistar el castillo, y llevaba por título L'attaque du château. En ambos casos, el dibujo y el ritmo del relato habían mejorado mucho.

### Llegada aSpirou
En 1952 y gracias a la recomendación de Franquin, Peyo empezó a publicar los relatos de "Johan" en el semanario Spirou, ya en color y en entregas semanales. Para la ocasión, el cabello del héroe pasó de rubio a moreno, y sus historias se convirtieron en relatos largos de 44 planchas (60 planchas a partir de 1958). En su primera aventura, Le Châtiment de Basenhau, una de las páginas fue censurada porque mostraba una escena de tortura. En este primer título aparece el personaje de El Conde de Treville. También se introduce en la serie un personaje anónimo pero que se quedará ya como fijo en la saga, el de un veloz caballo blanco con manchas negras que se convertirá, a partir del segundo episodio, en la fiel montura de Johan. Igualmente, en el segundo episodio tiene lugar la primera aparición del personaje afortunado de la Bruja Rachel.
En 1954 tuvo lugar un hito importante, la introducción del personaje de Pirluit en la serie en el tercer relato llamado Le Lutin du Bois aux Roches. Creado en un primer momento como secundario, Pirluit, junto con su cabra Biquette (que también aparece en este episodio) conquistó pronto la simpatía de los lectores, que reclamaron su permanencia en la serie. De esta forma, la saga pasó a llamarse Johan et Pirlouit. Pirluit es un enanito rubio que, en un primer momento, sobrevive a base de aterrorizar y asaltar a los campesinos. El Rey envía a Johan en su captura y ambos terminan haciéndose amigos, pasando a convertirse Pirluit en el bufón del Rey. En este tercer episodio aparece de nuevo el tema de la princesa secuestrada, a la que Johan y Pirluit rescatan hombro con hombro. El personaje de Pirluit, que se concibe lleno de defectos para acentuar el contraste cómico con Johan (es un redomado glotón, perezoso, cobarde en ocasiones, entrometido, tramposo, indiscreto, burlón, bromista, mal cantante, dotado con un carácter pésimo...) resulta, no obstante, conmovedor en su fidelidad y simpático en su desvergüenza, el elemento alegre que le hacía falta a la historia, cuyo héroe principal se antojaba a veces demasiado serio. Los niños lectores del semanario se identificaron con él y lo convirtieron en su predilecto, como también lo era de su creador, que proclamaba que, además de ser su favorito, Pirluit compartía con él una serie de rasgos de carácter.
En el cuarto episodio, La Pierre de Lune (1955), llegaron a la serie las muy importantes figuras del encantador Homnibus y su ayudante Olivier. Ese mismo año vio la luz una publicación paralela de Dupuis, el periódico Risque-Tout, en el que Peyo publicó algunas historias cortas de sus héroes, que en esos momentos vivían su época de mayor popularidad.
Tras haber hecho que Johan y Pirluit viajaran hasta tierra de vikingos, que descendieran a las entrañas de la tierra a buscar una fuente milagrosa, que se infiltraran en una banda de salteadores de caminos y hasta que Pirluit fuese por unos días elevado a la categoría de señor feudal, y tras haber dado nacimiento a otros personajes fijos como Dama Barba ("Dame Barbe") o el Senescal, Peyo firmó sin saberlo la sentencia de su serie favorita al introducir, en el noveno episodio de la saga, a unos personajes azules que se harían tan populares que no solo conquistarían su propia serie, sino que provocarían la desaparición casi total de "Johan et Pirlouit", ante la falta de tiempo de su creador para dedicarse a ella por entero. Se trata de Los Pitufos, que hicieron su aparición, como estrictos secundarios, en el episodio La Flûte à Six Trous, en 1958. En este episodio, Pirluit encuentra una flauta mágica que le es robada más tarde, y ante la necesidad de hacerse con otra el mago Homnibus envía a los dos amigos a una tierra desconocida, el País Maldito, en donde viven los Pitufos. La prueba del éxito inmediato de Los Pitufos es que, al editarse la historia en álbum, su título cambió a "La Flûte à Six Schtroumpfs" ("La Flauta de los Seis Pitufos").
En el siguiente episodio, La Guerre des Sept Fontaines, Peyo volvió a introducir a los Pitufos de forma prudencial, aún anecdótica. Creyó poder prescindir de ellos en L'Anneau des Castellac, pero el experimento no fue satisfactorio, ya que las ventas de los episodios "con pitufos" superaban a las de "sin pitufos", como le hizo notar el editor. En el duodécimo episodio, Le Pays Maudit, los Pitufos están omnipresentes en la historia, de principio a fin.

### Apariciones posteriores
Hubo que esperar mucho tiempo para que Johan y Pirluit volvieran a reaparecer, esta vez en el episodio titulado Le Sortilege de Maltrochu, ya que Peyo, que para sus otras series no dudaba en emplear ayudantes, era reacio a permitir la intrusión de manos ajenas en "Johan et Pirlouit", su serie fetiche y la más querida. Sin embargo, a pesar de haber comenzado este episodio a solas, pronto tuvo que recurrir a sus ayudantes. A mitad del episodio sufrió un ataque cardiaco, y la historia quedó interrumpida durante un buen lapso de tiempo.
En 1975, la productora Belvisión estrenó la película de dibujos animados La Flûte à six Schtroumpfs, de 70 minutos, en la cual Johan y Pirluit juegan un destacado papel. Se trata de una adaptación de la historia original, con ciertos cambios. En esta película, lógicamente, los Pitufos tienen mucho más protagonismo, y su fisonomía y el aspecto de su aldea se ha modernizado convenientemente. De la banda sonora, compuesta por Michel Legrand, se editó un disco LP y otro sencillo, y se publicó también un libro ilustrado, con textos de Yvan Delporte, dibujos de Walthéry y Seron y fotogramas de la película. También apareció una colección de pequeños cuentos ilustrados que narraban diferentes secuencias.
En 1982, en la segunda temporada de la serie televisiva Smurfs protagonizada por los Pitufos y producida desde 1981 por Hanna-Barbera, Johan y Pirluit fueron los héroes de dieciséis capítulos, en los cuales aparecían también El Rey, Homnibus, Dama Barba y una nueva incorporación, la Princesa Sabina. No muy bien acogidos por el público estadounidense, los héroes medievales (rebautizados como "Johan & Peewit" o "Johan & Peewee", según los casos) perdieron protagonismo, aunque Pirluit aparecería como secundario en algunos de los episodios de Los Pitufos.
En 1983 y 1984, años en que la serie "Johan & Peewit" se emitió en Francia y Bélgica, se grabaron varios discos dedicados a los héroes (Producciones AB), como "Les Chansons de Johan et Pirlouit", "D'estoc et de taille" o "Le Dragon Vert" (disco-libro con un cuento narrado), cuyos temas cantaba Henri Seroka.
En 1992, Ediciones Le Lombard firmó un acuerdo con Peyo y con su hijo, Thierry Culliford, para reanimar a los héroes, junto con Benoît Brisefer, y lanzar nuevas aventuras de 44 páginas. Peyo retomó un viejo argumento que tenía archivado en el cajón desde casi veinte años atrás, Les Barbares, y se propuso terminarlo. Como estaba muy enfermo y no podía dibujar él mismo, recurrió a Alain Maury, uno de los dibujantes de "Los Pitufos", para que lo realizara. Pero la muerte le sorprendió en la Nochebuena de ese mismo año, con lo que Maury debió completar la historia en solitario. El episodio salió al mercado con el nombre de La Horde du Corbeau, y le siguieron otros tres, hasta alcanzar la colección un total de 17 (los cuatro últimos fueron finalmente publicados en España por Dolmen Editorial en 2014 y 2015). Los guiones se deben a Thierry Culliford, el hijo mayor de Peyo, y a Yvan Delporte.
Los héroes han sido también reproducidos en forma de muñeco, primero en los figurines de látex blando que ofrecía la revista Spirou, más tarde en figurines de látex duro comercializados por la empresa alemana Schleich, y últimamente en figuras de resina o de metal, fabricados estos últimos por la empresa francesa Pixi.
Por último, los héroes han sido protagonistas de la última de sus aventuras de la mano de Convard y Juillard en la serie de Dargaud Le Dernier Chapitre, aunque aparecen bastante decrépitos. En efecto, en esta serie dedicada a retratar la hipotética vejez de los héroes tradicionales del cómic, Johan y Pirlouit parten a la última de sus búsquedas, la del mítico unicornio. Una vez más, los cabellos de Johan cambian de color: de negro ébano han pasado a teñirse de blanco, a la par que Pirlouit, sordo de una oreja, berrea como nunca sus temibles serenatas. Tampoco esta breve colección se ha editado en España.
Después de veintiséis años sin publicarse en castellano, desde que la Editorial Grijalbo editara La piedra de luna en 1987, Dolmen Editorial retomó en junio de 2013 la reedición de la colección completa. Además, entre el material extra de los volúmenes, se editan diversas historietas cortas publicadas en distintas revistas y que nunca antes habían sido recopiladas.

## La colección
En cursiva el título original, seguido del año de publicación. En negrita el título o títulos en español, seguido de las editoriales y año de publicación en España; en azul las ediciones disponibles actualmente. Por último el autor o autores de cada título.
1. Le Châtiment de Basenhau, 1954, El pérfido Tancredo (Bruguera, 1982) / El señor de Basenhau (Grijalbo, 1986) / El castigo de Basenhau (Dolmen, 2014) Guion y dibujo: Peyo
2. Le Maître de Roucybeuf, 1954, Traición en Roastbeef (Bruguera, 1982) / El usurpador de Bellobosque (Grijalbo, 1986) / El amo de Roucybeuf (Dolmen, 2014) Guion y dibujo: Peyo
3. Le Lutin du Bois aux Roches, 1956, La verdadera historia del pequeño Pirluit (Bruguera, 1983) / El duende del bosque (Grijalbo, 1987) / El duende del bosque de las Rocas (Dolmen, 2014) Guion y dibujo: Peyo
4. La Pierre de Lune, 1956, La piedra de luna (Bruguera, 1983 / Grijalbo, 1987 / Dolmen, 2014) Guion y dibujo: Peyo
5. Le Serment des Vikings, 1957, El juramento vikingo (Bruguera, 1983 / Dolmen, 2014) Guion y dibujo: Peyo
6. La Source des dieux, 1957, El agua prodigiosa (Bruguera, 1983) La fuente de los dioses (Dolmen, 2014) Guion y dibujo: Peyo
7. La Flèche noire, 1959, La flecha negra (Bruguera, 1982 / Dolmen, 2014) Guion y dibujo: Peyo
8. Le Sire de Montrésor, 1960, El señor de Pikodoro (Bruguera, 1983 / Dolmen, 2014) Guion y dibujo: Peyo
9. La Flûte à six schtroumpfs, 1960, La flauta de los pitufos (Argos, 1970 / Bruguera, 1979 / Norma 1999) / La flauta de seis pitufos (Dolmen, 2014) Guion y dibujo: Peyo
10. La Guerre des sept fontaines, 1961, La guerra de las siete fuentes (Argos, 1971 / Dolmen, 2013) / La guerra de Tomo y Lomo (Bruguera, 1981) Guion y dibujo: Peyo
11. L'Anneau des Castellac, 1962, El anillo de los Castellac (Bruguera, 1982 / Dolmen, 2013) Guion y dibujo: Peyo
12. Le Pays maudit, 1964, El País Maldito (Bruguera, 1981 / Dolmen, 2013) Guion y dibujo: Peyo
13. Le Sortilège de Maltrochu, 1970, El sortilegio de Malasombra (Bruguera, 1980 / Dolmen, 2013) Guion y dibujo: Peyo
14. La Horde du corbeau, 1994, La horda del cuervo (Dolmen, 2014) Guion: Yvan Delporte - Dibujo: Alain Maury - Color: Studio Leonardo
15. Les Troubadours de Roc-à-Pic, 1995, Los trovadores de Rocapico (Dolmen, 2014) Guion: Thierry Culliford, Yvan Delporte - Dibujo: Alain Maury - Color: Studio Leonardo
16. La Nuit des sorciers, 1998, La noche de los brujos (Dolmen, 2015) Guion: Yvan Delporte - Dibujo: Alain Maury - Color: Nine Culliford
17. La Rose des sables, 2001, La rosa de las arenas (Dolmen, 2015) Guion: Luc Parthoens - Dibujo: Alain Maury - Color: Nine Culliford

## Fuera de colección
- Le bois aux licornes, 1999. Guion: Didier Convard - Dibujo: André Juillard
- Les schtroumpfeurs de flûte, 2008, Los pitufadores de flautas (Dolmen, 2014) Guion: Thierry Culliford, Luc Parthoens - Dibujo: Jeroen De Coninck - Color: Nine Culliford

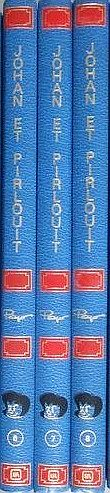
Edición de Rombaldi